# Vista Hermosa, Baja California
Vista Hermosa är en ort i Mexiko.   Den ligger i kommunen Ensenada och delstaten Baja California, i den nordvästra delen av landet, 2 200 km nordväst om huvudstaden Mexico City. Vista Hermosa ligger 28 meter över havet och antalet invånare är 145.
Terrängen runt Vista Hermosa är kuperad. Havet är nära Vista Hermosa åt sydväst. Runt Vista Hermosa är det glesbefolkat, med 8 invånare per kvadratkilometer. Närmaste större samhälle är Benito García, 16,1 km nordost om Vista Hermosa. I omgivningarna runt Vista Hermosa växer i huvudsak buskskog.